# Yoyuteris
Yoyuteris is een geslacht van rechtvleugeligen uit de familie krekels (Gryllidae). De wetenschappelijke naam van dit geslacht is voor het eerst geldig gepubliceerd in 1997 door Ruíz-Baliú & Otte.

## Soorten
Het geslacht Yoyuteris omvat de volgende soorten:
- Yoyuteris ballator Otte, 2006
- Yoyuteris barahona Ruíz-Baliú & Otte, 1997
- Yoyuteris cerritus Otte & Perez-Gelabert, 2009
- Yoyuteris epiroticos Otte, 2006
- Yoyuteris hylobates Otte & Perez-Gelabert, 2009
- Yoyuteris hylonomos Otte & Perez-Gelabert, 2009
- Yoyuteris iviei Otte & Perez-Gelabert, 2009
- Yoyuteris palmamochensis Ruíz-Baliú & Otte, 1997